# Pansau
Pansau ist ein Wohnplatz der Stadt Klötze im Altmarkkreis Salzwedel in Sachsen-Anhalt.

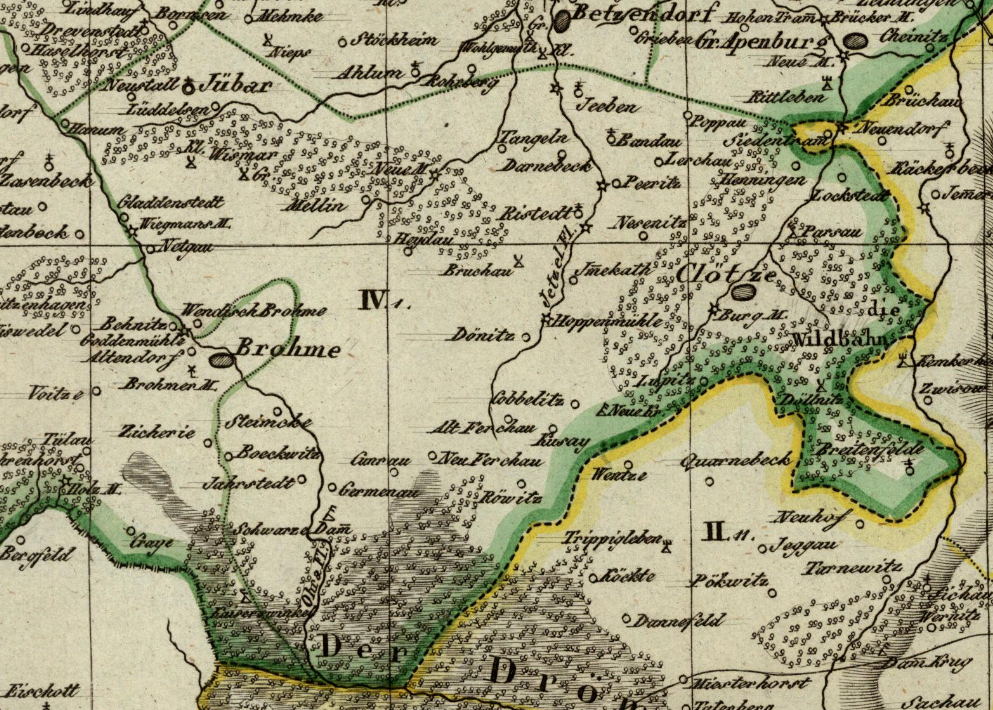
Kanton Jübar (III.12) im Distrikt Salzwedel des Departement der Elbe

## Geschichte
Die erste urkundliche Erwähnung stammt aus dem Jahre 1394 als dat dorp to panzove. Albert von Alvensleben und Heinrich von Eikendorp verkauften und überließen wegen ihrer Gefangenschaft den Herzögen Bernhard und Heinrich von Braunschweig und Lüneburg einige Dörfer, darunter war auch Pansau, das damit für lange Zeit zum Herzogtum Braunschweig kam.
Im Jahre 1664 hieß es Wüste Feldtmarckt Pansaw, die Feldmark war also unbesiedelt. Wilhelm Zahn beschreibt die Lage der Wüstung im Jahre 1909: „1,25 Kilometer südwestlich von Lockstedt, auf der Flur des Dorfes, liegt »der Pansau«, hier ist wahrscheinlich die alte Dorfstelle zu suchen, 0,5 Kilometer südwestlich davon liegt das jetzige Forsthaus. Auch der nördliche Teil des königlichen Forstes bewahrt den alten Namen.“
Im Jahre 1818 gehört Pansau als Königliche Försterei mit einer Unterförsterwohnung und einem Wohnhaus zum Flecken Clötze. 
Im Jahre 1986 gab eine „Produktionsstätte Pansau“ des Staatlichen Forstwirtschaftsbetriebes Gardelegen.

## Einwohnerentwicklung
| Jahr | Einwohner |
| ---- | --------- |
| 1818 | 5         |
| 1871 | 5         |
| 1885 | 4         |

| Jahr | Einwohner |
| ---- | --------- |
| 1895 | 8         |
| 1905 | 6         |